# Vanuatu tại Thế vận hội
Ủy ban Olympic quốc gia của Vanuatu được thành lập năm 1987 và được công nhận bởi Ủy ban Olympic Quốc tế vào cùng năm. Vanuatu tham dwj lần đầu tại Thế vận hội năm 1988 và kể từ đó đã gửi vận động viên (VĐV) tới mỗi kỳ Thế vận hội Mùa hè. Vanuatu chưa từng tham gia Thế vận hội Mùa đông.
Tính đến  năm 2016, chưa VĐV Vanuatu nào giành được huy chương Thế vận hội.
Qua Thế vận hội Mùa hè 2016, Vanuatu đã từng gửi tổng cộng 31 VĐV tới đại hội.

## Bảng huy chương

### Thế vận hội Mùa hè
| Thế vận hội         | Số VĐV       | Vàng | Bạc | Đồng | Tổng số |
| Seoul 1988          | 4            | 0    | 0   | 0    | -       |
| Barcelona 1992      | 6            | 0    | 0   | 0    | -       |
| Atlanta 1996        | 4            | 0    | 0   | 0    | -       |
| Sydney 2000         | 3            | 0    | 0   | 0    | -       |
| Athens 2004         | 2            | 0    | 0   | 0    | -       |
| Bắc Kinh 2008       | 3            | 0    | 0   | 0    | -       |
| Luân Đôn 2012       | 5            | 0    | 0   | 0    | -       |
| Rio de Janeiro 2016 | 4            | 0    | 0   | 0    | -       |
| Tokyo 2020          | chưa diễn ra |      |     |      |         |
| Paris 2024          | chưa diễn ra |      |     |      |         |
| Los Angeles 2028    | chưa diễn ra |      |     |      |         |
| Tổng số             | Tổng số      | 0    | 0   | 0    | -       |